# ترانوگرایی
ترا-نوگرایی یا تِرَنس‌مدرنیسم پس از دوران پسا-نوگرایی (پُست‌مدرنیسم) به وجود آمد و بر اثر پوچی ایجاد شده در دوران پست مدرنیسم حرکت مردم به سمت نیرویی ما فوق ایجاد شد و به شکل دین‌گرایی یا شیطان‌گرائی بروز کرد.